# Zambo (Burkina Faso)
Pour les articles homonymes, voir Zambo (homonymie).
Zambo est une commune rurale et le chef-lieu du département de Zambo situé dans la province de l'Ioba de la région Sud-Ouest au Burkina Faso.

## Géographie
Zambo se trouve à environ 40 km au sud de Dano, le chef-lieu provincial, à 25 km au sud-est de Diébougou et à 10 km à l'ouest de la frontière ghanéenne.
Le village est l'un des accès à la Réserve totale de faune de Bontioli.

## Santé et éducation
Zambo accueille un centre de santé et de promotion sociale (CSPS) tandis que le centre médical avec antenne chirurgicale (CMA) le plus proche est celui de Diébougou dans la province voisine de Bougouriba.